# Una ventana al futuro
Pour plus de détails, voir Fiche technique et Distribution.
Una ventana al futuro (Une fenêtre sur l'avenir) est un court métrage indépendant espagnol réalisé par Marc Vendrell et Sonia Antorveza en 2009.

## Synopsis
Court métrage qui relate l'ambiance durant les projections des premiers films des frères Lumière.
Sans prétention documentaire historique, ce film raconte le grand impact qu'a suscité l'apparition du cinéma sur le public de l'époque.
Deux enfants essaient de se faufiler dans un théâtre. Ce qu'ils verront ensuite, ils ne l'oublieront jamais...

## Autour du film
- Le tournage du film s'est terminé en août 2008. Il s'est déroulé dans l'ancien cinéma de Molins de Rei, en Catalogne espagnole, sur plusieurs week-ends, en costume d'époque et par une chaleur extrême, frôlant les 40 degrés.
- La première projection fut le 29 mars 2009 au théâtre de la Joventut catholique à Molins de Rei.
- La majorité des costumes sont d'époque, sortis de collections privées ou de greniers, et parfois même gracieusement prêtés par les propres acteurs et figurants.

## Distribution
- Jean-Claude Ricquebourg : présentateur
- Víctor Álvaro : Ramón
- Sergi Duatis : enfant #1
- Ton Prieto : enfant #2
- Alfonso Viñas : spectateur

## Récompenses
- Lauréat du grand prix national CINEMAVIP-SONY, Espagne, 05/09/2008.

- Sélection 2010: Festival Cinérail 2010 à Paris en France.
- Sélection 2009: Festival International de Courts métrages CINECULPABLE 09 de Vila-real.
- Sélection 2009: Festival National de Courts métrages CinemAljavir, Madrid.
- Sélection 2009: 4e édition du Festival international du court métrage Projector au Mexique.
- Sélection 2009: Festival international de courts métrages, Córdoba, Argentine
- Sélection 2009: 4e édition de HellinFilm de Hellin, Albacete
- Sélection 2009: 10e Festival du courts métrages Jerez de la Frontera
- Sélection 2009: Picnick Festival Santander
- Sélection 2009: Concours de courts métrages Magica Fira de Santa Susanna
- Sélection 2009: Festival de courts métrages de CinemAljavir, Madrid